# 進行性上眼神經核麻痺症
進行性上眼神經核麻痺症（Progressive supranuclear palsy，PSP）是一种大脑的退行性疾病，病情会随时间而恶化 。症状包括平衡障碍、運動功能減退症、眼肌麻痺、吞嚥障礙、憂鬱和認知缺陷 。可能并发症包括肺炎和跌倒。
病因尚不清楚，但部分可能与遺傳有关 。但通常没有家族病史。可能的致病機轉與脑内Tau蛋白积累有關。屬於非典型帕金森症候群。依症状诊断，醫學影像也可輔助診斷。可能出现类似症状的疾病包括帕金森氏病、額顳葉失智症和阿爾茨海默病。
至2021年止，尚无特定的針對性治疗，只有对症治疗 。左旋多巴和金刚烷胺等药物可能会暂时改善某患者的症状。其他處置包括使用助行器、訂制的鞋子或眼鏡。诊断後的预期寿命约为 7 年。
每 100,000 人中约有 6 人患有進行性上眼神經核麻痺症。通常在 45-75 岁間發病。男女發病率相似。尚未发现与任何特定种族、地点或职业有关。 由斯蒂尔（Steele）、理查森（Richardson）和奥尔舍夫斯基（Olszewski）在1964 年首次完整描述此种情况。